# Friedrichsthal (Thüringen)
Friedrichsthal is een plaats en voormalige gemeente in de Duitse deelstaat Thüringen, en maakt deel uit van de Landkreis Nordhausen.
Friedrichsthal telt  inwoners.
De gemeente werd op 1 januari 2019 opgenomen in de gemeente Bleicherode, die daarvoor al, als erfüllende Gemeinde de bestuurstaken van Friedrichsthal uitvoerde.

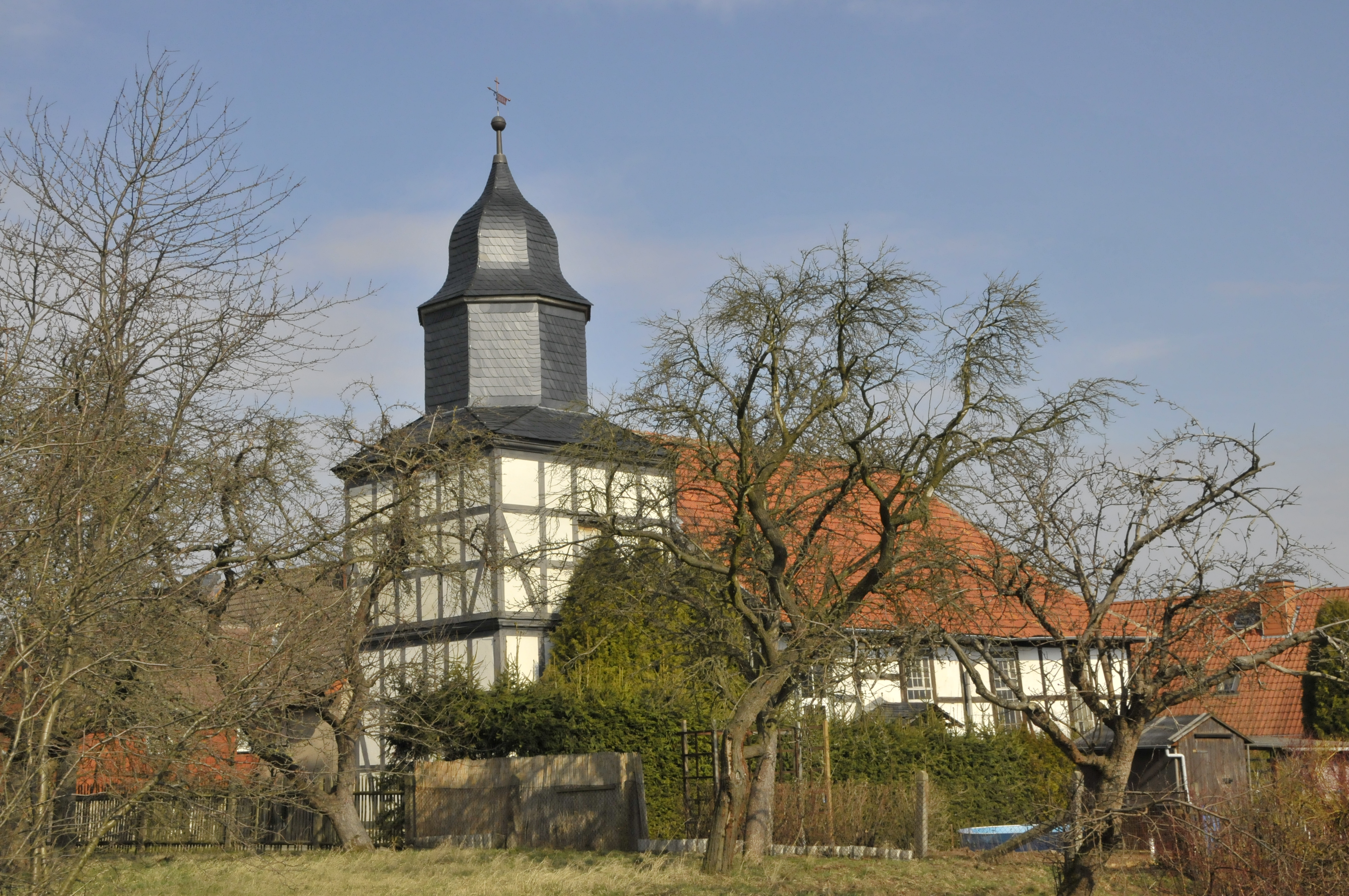
Dorpskerk

Bleicherode · Bliedungen · Elende · Etzelsrode · Friedrichsthal · Gratzungen · Hainrode · Helenenhof · Hünstein · Kinderode · Kleinbodungen · Königsthal · Kraja · Mitteldorf · Mörbach · Nohra · Oberdorf · Obergebra · Pustleben · Wernrode · Wipperdorf · Wollersleben · Wolkramshausen